# Бунёдкор (стадион)

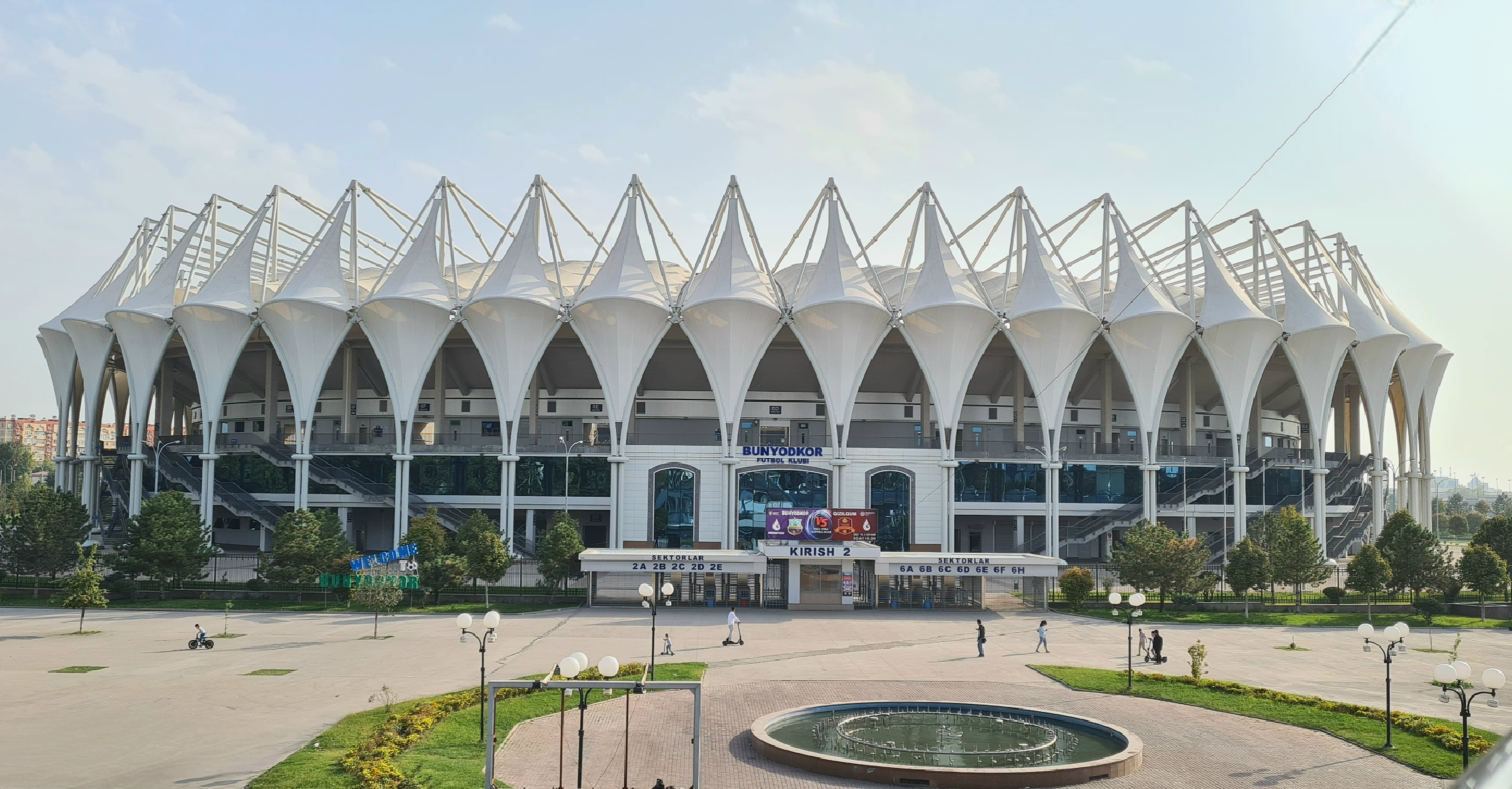
Общий вид

Национальный стадион (узб. Milliy stadioni), до 2018 — стадион «Бунёдкор» (узб. Bunyodkor stadioni) — футбольный стадион в Ташкенте, Узбекистан. Расположен в Чиланзарском районе, на проспекте Бунёдкор. Вмещает 34 тысячи зрителей, являясь вторым по вместимости стадионом Узбекистана после стадиона «Пахтакор», который вмещает 35 тысяч зрителей. Является домашней ареной сборной Узбекистана по футболу и футбольного клуба «Бунёдкор».

## История
Строительство стадиона началось в 2009 году, на месте снесённого стадиона «МХСК», который вмещал 16,500 зрителей. В закладке первого фундамента стадиона участвовали тогдашний президент испанского футбольного клуба «Барселона» — Жоан Лапорта и президент Федерации футбола Узбекистана — Мираброр Усманов. Строительство стадиона завершилось в августе 2012 года.
Стадион был торжественно открыт 28 сентября 2012 года, при участии первого президента Республики Узбекистан — Ислама Каримова, а также полного болельщиками и зрителями стадиона. Торжественное открытие стадиона сопровождалось песнями известных певцов узбекской эстрады, также был проведён товарищеский матч между ташкентскими футбольными клубами «Бунёдкор» и «Пахтакор». Открытие стадиона было приурочено к столетию футбола Узбекистана.
Первый официальный матч на стадионе «Бунёдкор» был сыгран 26 марта 2013 года в матче между национальными сборными Узбекистана и Ливана в рамках квалификации на Чемпионат мира 2014, в котором победу одержала сборная Узбекистана со счётом 1:0. Впоследствии стадион «Бунёдкор» стал основным домашним стадионом для национальной сборной Узбекистана. До этого основным домашним стадионом национальной сборной страны являлся другой ташкентский стадион — «Пахтакор».
11 июня 2018 года по решению Исполкома ФАУ сменил название на «Миллий» (Национальный).

## Описание

Вид на стадион с подсветкой в ночное время

Стадион расположен в Чиланзарском районе города Ташкента, на улице Бунёдкор. Вмещает в себя 34,000 зрителей, имеет два яруса (этажа) и более 50 секторов. Имеются VIP (около 50 мест/кабин) и CIP (700 мест) ложи. Имеются несколько десятков мест для инвалидов на колясках. В стадионе расположены ресторан и кафе-бары, заведения Фаст фуда, туалеты, фитнес-клубы, и другие объекты и точки.

Имеются два крупных монитора, современная система освещения — 3000 люкс, современная аудиосистема, четыре раздевалки для футболистов и членов команд, конференц-зал и другие вспомогательные комнаты и помещения. Под стадионом имеется автомобильная стоянка на 350 мест. Также на территории стадиона находится «Музей истории футбола Узбекистана», в котором представлены в том числе трофеи футбольного клуба «Бунёдкор», а также другие объекты, фотографии и экспонаты о футболе Узбекистана. Поле стадиона соответствует современным мировым стандартам. Размеры поля — 105 на 68 метров. Имеются дренаж и подогрев поля.
Комплекс стадиона «Миллий» занимает 37 гектаров земли, и кроме основного стадиона, имеет ещё семь современных полей. Также на территории комплекса находятся детско-юношеская футбольная школа, бассейн и другие спортивные сооружения, а также другие объекты инфраструктуры. В вечернее время фасад стадиона подсвечивается осветительной системой, названной «Пламя Востока».

## Галерея

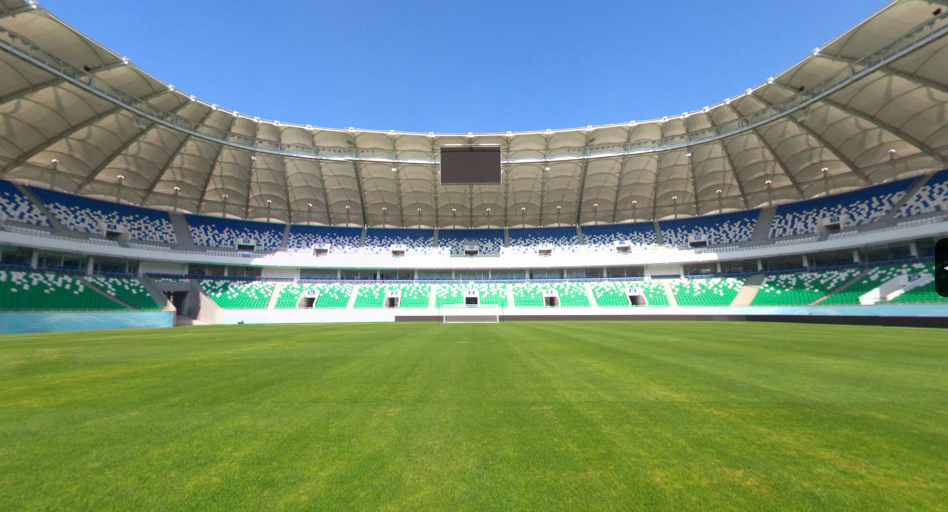
Вид на стадион с центра поля
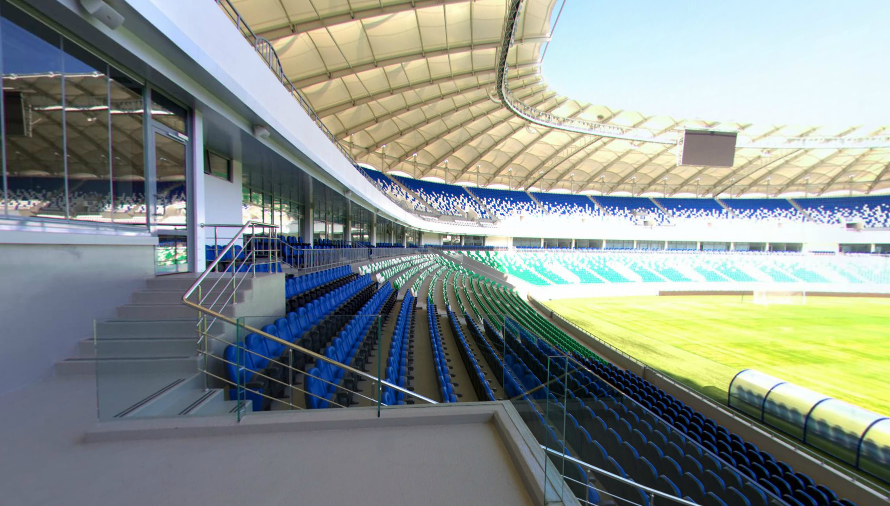
Вид с мостика западной трибуны
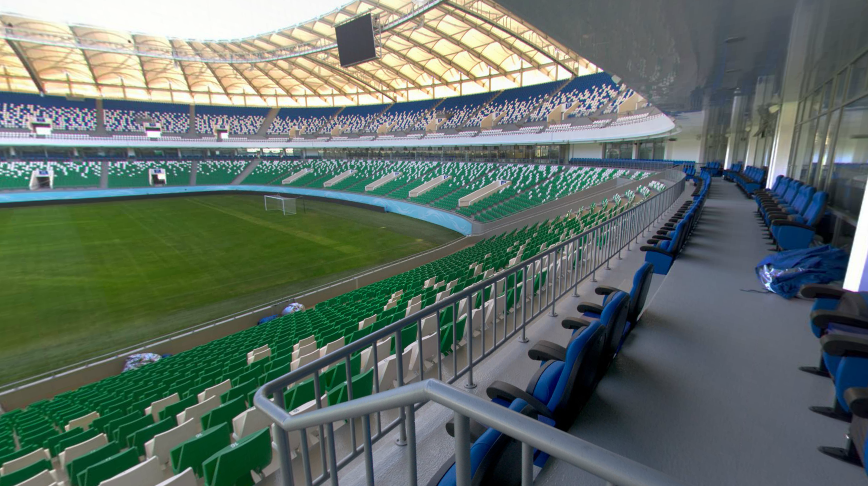
Вид с мостика для прессы
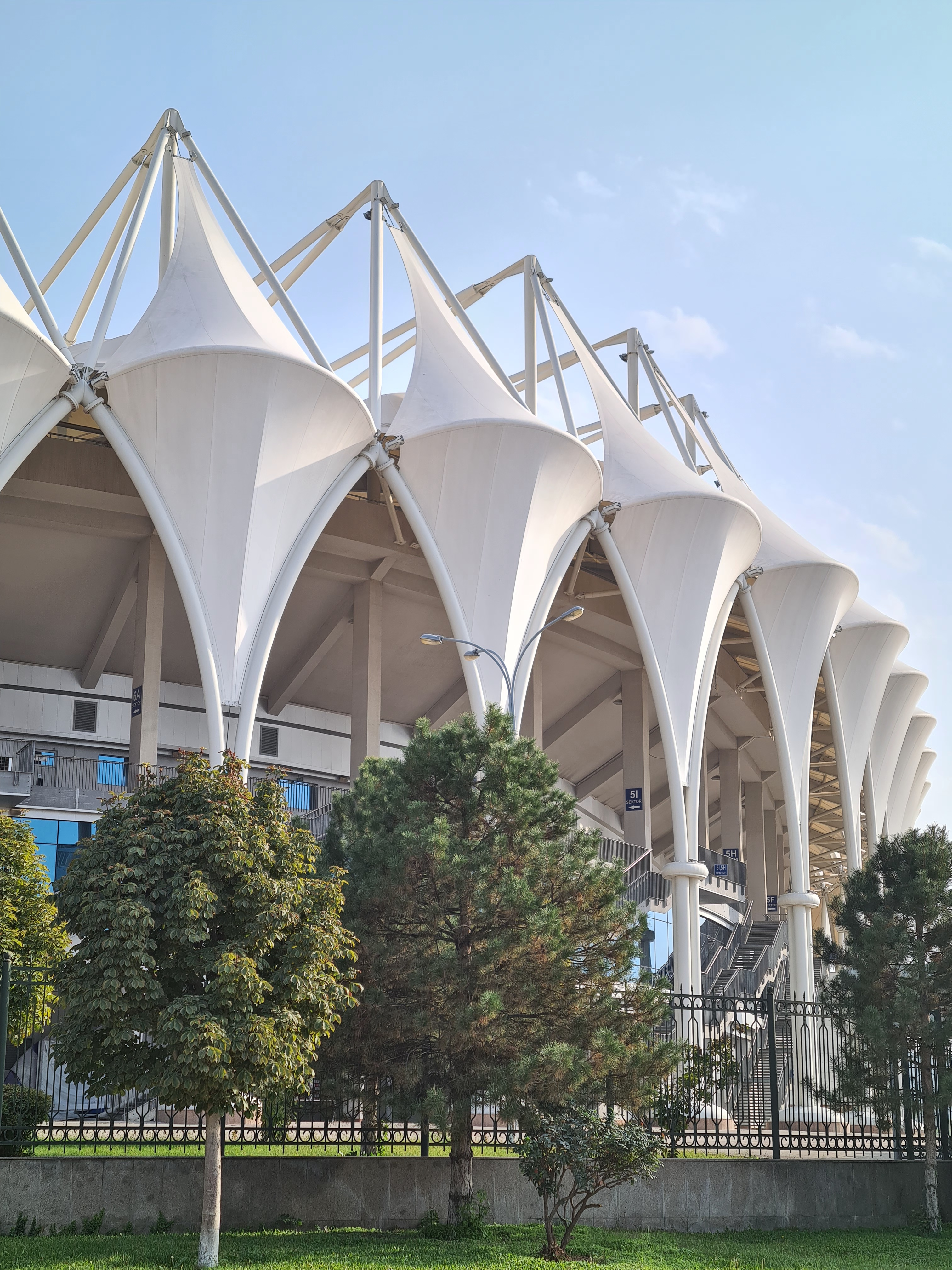